# ジェットストリーム (ボールペン)

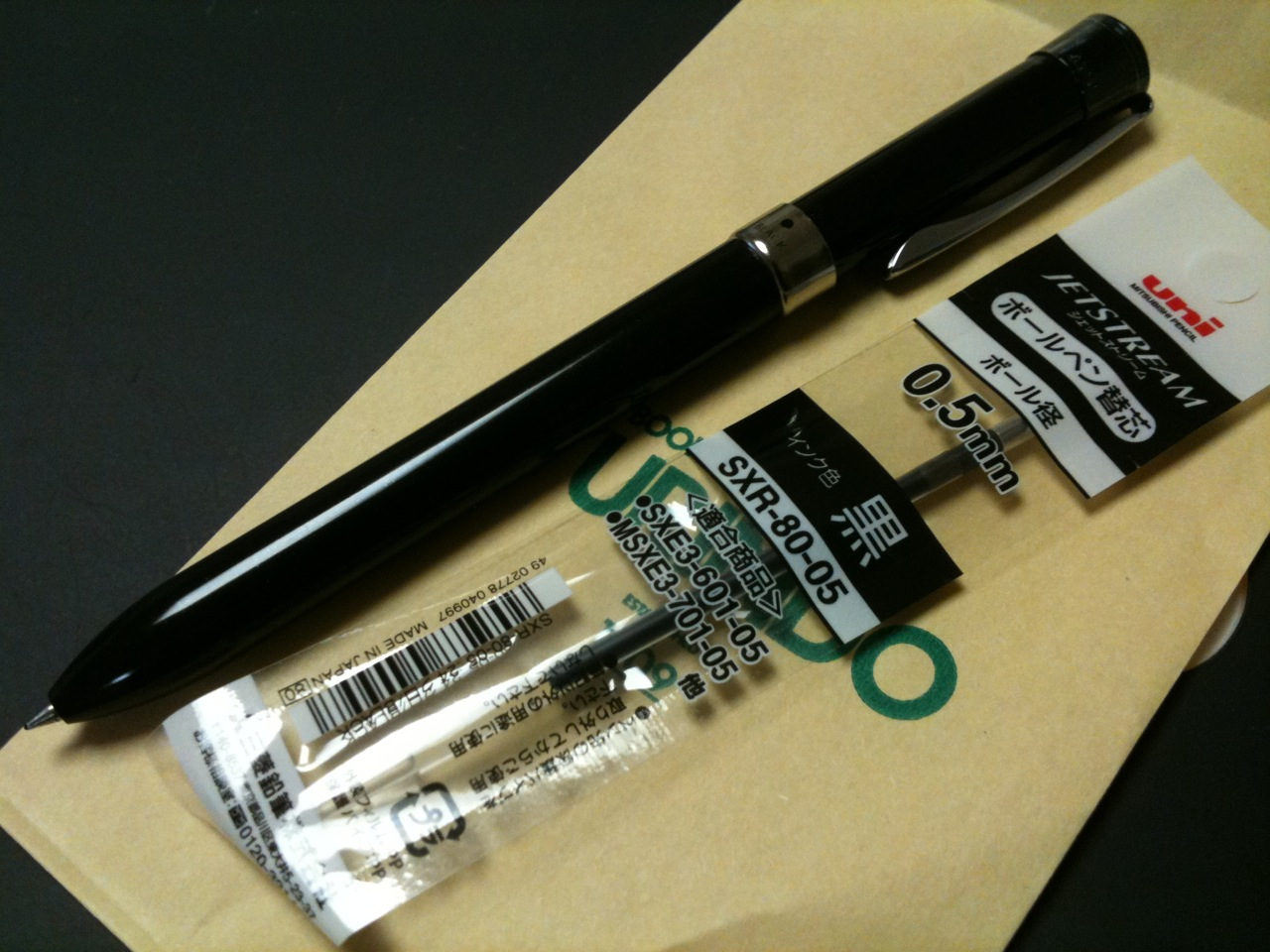
ジェットストリームFと替芯

ジェットストリーム (JETSTREAM ) は、三菱鉛筆が開発し販売している油性ボールペンである。

## 概要
滲みにくさといった油性ボールペンの長所はそのままに、より軽く滑らかな書き味や、乾きやすく手が汚れにくい点が特徴である。水性ボールペン派だった開発者によって提案され、「油性ボールペンの短所をすべてつぶすこと」を目標として2000年に開発が開始された。当初は1本あたり500 - 600円と試算されるなど、社内での評価は芳しくなかった。
インク、チップ共に既存の油性ボールペンとは異なる新組成・構造を採用し、最初に日本国外向けのキャップ式製品が2003年11月に発売された。日本ではノック式がなければ人気が出ないと判断し、ノック式用のインクを開発後、2006年7月にキャップレス（ノック式）が発売された。
2010年代には年間1億本を売り上げている。この製品のヒットにより低粘度油性ボールペンの市場が形成され、各社から相次いで低粘度油性ボールペンが発売された。
ボールペンファンによるお気に入りボールペンの投票企画『OKB48総選挙』においては、2011年の第1回で第1位となっており、以降2024年現在まで13連覇を果たしている。
各企業のノベルティグッズとしてボールペンがあるが、日本航空のロゴ入りボールペンがこのジェットストリームであり（ジェットストリームロゴも入っている）、同社提供のラジオ番組『JET STREAM』のタイトルと掛けられている。

## ラインナップ
（日本国内製品のみ。数量限定品は割愛）
- ジェットストリーム スタンダード
  - ジェットストリーム α-gel搭載タイプ
  - ジェットストリーム ラバーグリップタイプ
  - ジェットストリーム ラバーボディタイプ
  - ジェットストリーム 海洋プラスチックモデル
- ジェットストリーム エッジ
  - ジェットストリームエッジ3
- ジェットストリーム 多色ボールペン
  - ジェットストリーム 2色ボールペン
  - ジェットストリーム 3色ボールペン
  - ジェットストリーム 3色ボールペン SXE3-507
  - ジェットストリーム 4色ボールペン
- ジェットストリーム 多機能ペン
  - ジェットストリーム 2&1
  - ジェットストリーム 3&1
  - ジェットストリーム 4&1
  - ジェットストリーム 4&1 Metal Edition
  - ジェットストリーム Fシリーズ
- ジェットストリーム カラーインク（2代目）
- ジェットストリーム プライム
  - ジェットストリーム プライム ノック式シングル
  - ジェットストリーム プライム 回転繰り出し式シングル
  - ジェットストリーム プライム 3色ボールペン
  - ジェットストリーム プライム 多機能ペン3&1
  - ジェットストリーム プライム 多機能ペン2＆1
- ジェットストリーム スタイラス
  - ジェットストリーム スタイラス シングルノック
  - ジェットストリーム スタイラス 3色ボールペン
- ジェットストリーム Lite touch ink
  - ジェットストリーム Lite touch ink シングルノック
  - ジェットストリーム Lite touch ink 4&1